# Acalypha longispica
Acalypha longispica är en törelväxtart som beskrevs av Otto Warburg. Acalypha longispica ingår i släktet akalyfor, och familjen törelväxter. Inga underarter finns listade i Catalogue of Life.